# Gle Bukulah
Gle Bukulah är en kulle i Indonesien.   Den ligger i provinsen Aceh, i den västra delen av landet, 1 800 km nordväst om huvudstaden Jakarta. Toppen på Gle Bukulah är 273 meter över havet.
Terrängen runt Gle Bukulah är huvudsakligen kuperad, men österut är den bergig.Runt Gle Bukulah är det mycket glesbefolkat, med 4 invånare per kvadratkilometer. I omgivningarna runt Gle Bukulah växer i huvudsak städsegrön lövskog.